# 아스페르길루스증
아스페르길루스증(aspergillosis)은 누룩곰팡이속에 속하는 곰팡이들에 의해 발생하는 진균증을 말한다. 인간과 조류를 포함해 다양한 동물들에게 발병한다.
만성적으로 발병할 수도, 급성으로 발병할 수도 있다. 사람에게서 발병하는 급성 아스페르길루스증의 경우 조혈모세포 이식 등 면역계의 특정 상황과 깊이 맞물려 발생한다. 만성적 감염은 천식, 낭포성 섬유증, 유육종증, 결핵, 만성 폐쇄성 폐질환 등의 다양한 합병증을 야기한다. 대부분의 경우 만성 폐아스페르길루스증, 아스페르길루스증, 알레르기성 기관지폐 아스페르길루스증의 형태로 발병한다. ABPA와 아스페르길루스종이 CPA로 진행되는 등 이들 중 여러가지가 엮여서 발병할 수도 있다.
비침습적 증상으로는 진균성 부비동염, 이진균증, 각막염, 손발톱진균증이 있다. 이런 증상은 대부분 경미하며, 항진균제로 치료할 수 있다.
주 병원체인 아스페르길루스 푸미가투스와 아스페르길루스 플라부스는 생존력이 좋아 극단적인 환경에서도 잘 생존한다. 사람들은 매일 수천개의 포자를 흡입하나 면역계가 이를 성공적으로 처리한다. 그러나 이 질병으로 인해 매년 600,000명의 사람이 사망한다.

## 증상
곰팡이덩이가 허파에 생성되면 흉부 X-ray로 진단할 수 있다. 이 곰팡이덩이만으로는 증상이 생기지 않거나, 각혈, 흉통 등의 증상이 나타날 수 있으며, 때로는 심각한 출혈로 사망에 이르기도 한다. 급격한 침습성 아스페르길루스 감염은 기침, 발열, 흉통, 호흡곤란을 야기한다.
제대로 된 치료를 하지 않으면 누룩곰팡이가 혈관을 타고 몸 전체로 퍼져 여러 기관에 병증을 나타낼 수도 있다. 이러한 증상으로는 발열, 오한, 쇼크, 섬망, 발작, 혈전 등이 있다. 신부전, 간부전 및 황달, 호흡곤란으로 발전할 수도 있고, 급사할 수도 있다.
귀가 감염되면 가려움증과 통증을 유발한다. 귀에서 밤새 액체가 분비되어 베개로 바이러스를 배출시킨다. 부비동이 감염되면 코막힘이 발생하며, 때때로 분비물의 분비나 고통이 수반된다. 부비동 너머로 감염이 확장될 수도 있다.
- 허파의 혈관 및 림프관에 발병한 아스페르길루스
- 허파의 혈관 및 림프관에 발병한 아스페르길루스 (확대)
- 아스페르길루스 수포 (HE 염색)

## 예방
주변 환경을 청결하게 관리하여 노출을 줄임으로써 아스페르길루스증을 예방할 수 있다. 위험성이 큰 환자의 경우 항진균제를 통해 예방한다. 면역 약화를 겪는 환자들에게 포사코나졸이 종종 투여된다.

## 치료
심각한 아스페르길루스증을 겪고 있는 환자의 경우 외과적 괴사조직제거술과 함께 보리코나졸과 암포테리신 B를 투여한다. 이보다 덜 심각한 ABPA의 경우 스테로이드를 구강투여함으로써 알러지 발생 기간을 6~9개월로 늘일 수 있다. 이트라코나졸과 스테로이드를 종시 투여하여 "스테로이드 결핍"효과를 일으킴으로써 적은 복용량으로도 좋은 효과를 볼 수 있다. 암포테리신 B나 카스포펀진(타 약제와 병용시에만), 플루사이토신(타 약제와 병용시에만), 이트라코나졸 역시 사용된다. 그러나 감염이 진행되며 트리아졸계열에 항생제 저항성을 획득할 수 있다. 대표적으로 아스페르길루스 푸미가투스는 플루코나졸에 태생적으로 저항성을 갖추고 있다.

## 역학
전세계에서 1400만명 이상이 아스페르길루스증에 감염된 것으로 추정되며, ABPA의 경우 400만명 이상이, 진균성 천식의 경우 650만명 이상이, CPA의 경우 300만명 이상이, 침습성 아스페르길루스증의 경우 30만명 이상이 감염된 것으로 나타난다. 기타 증상으로는 아스페르기루스 기관지염, 비부비동염으로 수백만이, 손발톱진균증으로부터 천만명이 고통받고 있다. 허파의 진균 생태계의 구성과 기능이 변화하면서 만성 폐쇄성 폐질환, 낭포성 섬유증, 천식, 만성 비부비동염 등의 기타 만성 폐질환 역시 발생할 수 있다.

## 참고 문헌
- Latgé JP (1999). “Aspergillus fumigatus and aspergillosis”. 《Clinical Microbiology Reviews》 12 (2): 310–350. doi:10.1128/CMR.12.2.310. PMC 88920. PMID 10194462. (Review).
- Sugui JA, Kwon-Chung KJ, Juvvadi PR, Latgé JP, Steinbach WJ (2015). “Aspergillus fumigatus and related species”. 《Cold Spring Harbor Perspectives in Medicine》 5 (2): a019786. doi:10.1101/cshperspect.a019786. PMC 4315914. PMID 25377144. (Review)